# مادیرومیرافی
مادیرومیرافی (به لاتین: Madiromirafy) یک منطقهٔ مسکونی در ماداگاسکار است که در مائوتنانا (بخش) واقع شده‌است.
 مادیرومیرافی  ۴٬۰۰۰ نفر جمعیت دارد و ۳۵ متر بالاتر از سطح دریا واقع شده‌است.